# Phelsuma guttata
Phelsuma guttata Kaudern, 1922 è un piccolo sauro della famiglia Gekkonidae, endemico del Madagascar.

## Biologia
È un geco diurno arboricolo che predilige gli alberi di Ravenala madagascariensis e di Pandanus spp.

## Distribuzione e habitat
La specie è diffusa nella foresta pluviale del versante nord-orientale del Madagascar.

## Conservazione
La IUCN Red List classifica P. guttata come specie a basso rischio (Least Concern).
La specie è inserita nella Appendice II della Convention on International Trade of Endangered Species (CITES).